# Jules Breton
Jules Adolphe Aimé Louis Breton (født 1. maj 1827 i Courrières i Pas-de-Calais, død 5. juli 1906 i Paris) var en fransk maler.
Breton uddannet i kunst af Félix De Vigne og Michel Martin Drolling. Hans Billeder fra 1850’erne af franske bønders liv viste hans begavelse, og med Kornet velsignes (en procession bevæger sig gennem den modne kornmark fra 1857) slog han helt igennem. Derefter fulgte arbejder som Akssamlersker fra 1859 og Langfredags-Processionen. Allerede i disse værker har Breton anslået de væsentligste strenge i sin kunst; han skildrer den franske bondes liv ærligt, sundt og naturligt; typerne henter han fra sin fødeegn, den gamle provins Artois’ almue, med hvis liv han selv var helt fortrolig; man ser bønderne, særlig kvinderne, under arbejdets slid, i fyraftenens ro, under helligdagens naive ceremoniudøvelse, og de skønne landskaber med de fint fortonede baggrunde danner et harmonisk akkompagnement til emnernes stemning. Breton er nemlig først og fremmest stemningsmaler og formår ved sin højt udviklede teknik at give følelsen sit rette udtryk. De skønne, ranke kvinder med de stærke, kernesunde lemmer får under hans pensel den store stils grandiose linjer og plastiske ro, der vel til tider leder tanken hen på Louis Léopold Roberts skønhedstyper og af og til strejfer det sentimentale, men har deres solide grundlag i uforfalsket naturstudium og ægte følelse. Måske har Jean-François Millet ramt det rette, når han har ytret om Bretons bønderpiger, at det er virkelige bønderpiger, som imidlertid ikke længe vil vedblive med at være det. Som folkelivsmaler er Breton vel for længst i henseende til indtrængende karakteristik blevet overgået af senere tids fremskreden kunst (således Jules Bastien-Lepage) og når ikke Millets mægtige naturopfattelse; men få kunstnere har dog formået at give en så sympatetisk og med al idealisme naturtro skildring af bøndernes liv som han.
Også som digter forstod Breton at give sin rige stemning udtryk; overanstrengt af maleriet tolkede han sin kærlighed til naturen i Les champs et la mer fra 1875 og Jeanne fra 1880, som findes samlede i Œuvres poétiques fra 1887. Hans selvbiografi, La vie d’un artiste fra 1890, giver et nyt og værdifuldt bidrag til forståelsen af den sympatetiske kunstner.